# René Bolf
René Bolf (Valašské Meziříčí, 25 febbraio 1974) è un ex calciatore ceco, di ruolo difensore.

## Carriera

### Club
Nel 1981 entra nelle giovanili del Rožnov pod Radhoštěm, dalle quali esce nel 1990 per approdare in quelle del Vítkovice, squadra tra le migliori del distretto di Ostrava. Rimane fino al 1993 nel Vítkovice per poi passare in due anni nelle giovanili di Hravice e LeRK Brno.
Inizia la carriera professionistica nel 1995 entrando nella prima squadra del Karviná dove realizza 4 reti in 14 partite di campionato. Nella stagione 1996-97 passa al Baník Ostrava. Alla squadra di Ostrava rimane 4 anni collezionando 60 partite e 4 gol. In campionato i rossoblù raggiungono un decimo, un quarto e un quinto posto con Bolf titolare. Nella stagione 1999-00 si trasferisce allo Sparta, una delle migliori squadre del paese. Con i granata vince due campionati consecutivi (1999-00 e 2000-01) totalizzando 36 presenze e 3 reti e partecipando anche alla UEFA Champions League. Nel 2001 lascia Praga e torna al Baník dove gioca quasi 100 partite e vince il campionato 2004, raggiungendo la finale di Coppa della Repubblica Ceca persa per 2-1 ai danni della sua ex squadra, lo Sparta Praga. Nel 2005 passa ai francesi dell'Auxerre. Nella prima stagione i biancoazzurri giungono all'ottavo posto guadagnando l'accesso alla Coppa UEFA 2005-06. Nel torneo 2005-06 l'Auxerre conclude al sesto posto nella graduatoria, ottenendo un biglietto per la Coppa Intertoto Coppa Intertoto 2006, dalla quale la società francese otterrà il passaggio all'edizione 2006-07 della Coppa UEFA. Questa è l'ultima stagione di Bolf ad Auxerre, e si conclude con 38 gettoni in Ligue 1 e 5 marcature. Il 15 novembre 2006 Bolf rescinde il suo contratto con l'Auxerre. Nel 2007, e per la seconda volta, Bolf torna al Baník Ostrava. In cinque stagioni la squadra arriva due volte al terzo posto, una volta al settimo, un'altra al nono e l'ultima al quattordicesimo. Bolf gioca 78 partite di Gambrinus Liga realizzando anche 8 gol. Nel 2011 passa alla squadra che l'aveva fatto esordire nel campionato di calcio ceco, il Karviná, che milita in Druhá Liga. Ha annunciato il ritiro dall'attività agonistica nel dicembre del 2012.

## Palmarès

### Club

#### Competizioni nazionali
- Campionato ceco: 3

Sparta Praga: 1999-2000, 2000-2001
Baník Ostrava: 2003-2004